# Djibril Sidibé
Djibril Sidibé (dʒibʁil sidibe: 29 de juliol de 1992) és un futbolista professional francés que juga de lateral dret per l'Everton FC anglés, cedit per l'AS Monaco. També juga per l'equip nacional francés.

## Carrera en equips

### Inicis
Djibril Sidibé juga com a defensa però també pot jugar al centre del camp. Va començar la seva carrera a l'equip de la seva ciutat natal Troyes el 2000 als vuit anys. Sidibé va debutar en aquest equip durant la temporada 2009-2010 mentre jugava el Championnat National, la tercera divisió del futbol francès. Va debutar professionalment el 17 de setembre de 2010 en un partit de lliga contra el Grenoble.

### Lille
Després d'ajudar el Troyes a ascendir a la Ligue 1, va signar pel Lille el juliol de 2012, quan tenia dinou anys, com a protector per Mathieu Debuchy. Sidibé va debutar amb el Lille el 25 d'agost de 2012 contra l'OGC Nice, sent també el seu debut a la Ligue 1, i va marcar-hi el gol de l'empat 2-2 el minut 59. A la cinquesa jornada de la fase de grups de la Lliga de Campions de la UEFA 2012-2013 contra el BATE Borisov a Minsk el 20 de novembre, Sidibé va ajudar el Lille a venjar-ne la derrota de la primera jornada marcant d'una rematada llarga la primera part. Sidibé va ser expulsat a la segona part, per una segona infracció reservable, però el Lille va guanyar 2-0, guanyant els únics punts a la fase grups de la Lliga de Campions de la UEFA de 2012-2013.
Sidibé va marcar el gol de l'empat del Lille contra el Paris Saint-Germain a la final de la Coupe de la Ligue de 2016; encara que el PSG guanyés el partit 2-1.

### Monaco

#### Temporada 2016-2017
El 8 de juliol de 2018 Sidibé va unir-se a l'AS Monaco amb un contracte de cinc anys. El 22 de novembre va marcar pel Monaco després d'una passada horitzontal de Benjamin Mendy en el minut 48 i va fer una assistència a Thomas Lemar el minut 53, que va permetre al Monaco guanyar el Totthenham Hotspur 2-1 a casa a la cinquena jornada del grup E de la fase de grups de la Lliga de Campions de la UEFA 2016-2017, assegurant-se la primera posició en el grup E al final dels partits el 7 de desembre.

## Carrera internacional
Sidibé estava en reserva a l'equip francès del Campionat d'Europa de futbol de 2016.
El 25 d'agost de 2016 Sidibé va ser cridat per la selecció nacional per primera vegada en un amistós contra Itàlia i en un partit de la qualificació per la Copa del Món de 2018 contra Belarús. Va debutar l'1 de setembre contra Itàlia a l'estadi San Nicola jugant tot el partit, que va guanyar Itàlia 3-1.
Sidibé va marcar el seu primer gol per França en una victòria 3 a 2 en un partit amistós contra Anglaterra el 13 de juny de 2017.
El 17 de maig de 2018, va ser seleccionat per l'equip de 23 jugadors que França portaria a la Copa del Món de Futbol de 2018 a Rússia.

## Estadístiques

### Equip
Actualitzat el 7 d'abril de 2018
| Equip               | Temporada           | Lliga   | Lliga | Copa nacional | Copa nacional | Copa de la Lliga | Copa de la Lliga | Europa  | Europa | Altres  | Altres | Total   | Total |
| Equip               | Temporada           | Partits | Gols  | Partits       | Gols          | Partits          | Gols             | Partits | Gols   | Partits | Gols   | Partits | Gols  |
| ------------------- | ------------------- | ------- | ----- | ------------- | ------------- | ---------------- | ---------------- | ------- | ------ | ------- | ------ | ------- | ----- |
| Troyes              | 2009–10             | 1       | 0     | 0             | 0             | 0                | 0                | —       | —      | —       | —      | 1       | 0     |
| Troyes              | 2010–11             | 6       | 0     | 0             | 0             | 0                | 0                | —       | —      | —       | —      | 6       | 0     |
| Troyes              | 2011–12             | 34      | 1     | 3             | 0             | 1                | 0                | —       | —      | —       | —      | 38      | 1     |
| Troyes              | Total               | 41      | 1     | 3             | 0             | 1                | 0                | 0       | 0      | 0       | 0      | 45      | 1     |
| Lille               | 2012–13             | 14      | 1     | 2             | 0             | 1                | 1                | 3       | 1      | —       | —      | 20      | 3     |
| Lille               | 2013–14             | 20      | 0     | 3             | 0             | 1                | 0                | —       | —      | —       | —      | 24      | 0     |
| Lille               | 2014–15             | 25      | 2     | 1             | 0             | 3                | 0                | 3       | 0      | —       | —      | 32      | 2     |
| Lille               | 2015–16             | 37      | 4     | 2             | 0             | 4                | 2                | —       | —      | —       | —      | 43      | 6     |
| Lille               | Total               | 96      | 7     | 8             | 1             | 9                | 3                | 6       | 1      | 0       | 0      | 119     | 11    |
| Monaco              | 2016–17             | 29      | 2     | 2             | 0             | 4                | 0                | 12      | 1      | —       | —      | 47      | 3     |
| Monaco              | 2017–18             | 24      | 2     | 1             | 0             | 3                | 0                | 3       | 0      | 1       | 1      | 32      | 3     |
| Monaco              | Total               | 53      | 4     | 3             | 0             | 7                | 0                | 15      | 1      | 1       | 1      | 79      | 6     |
| Total de la carrera | Total de la carrera | 190     | 12    | 14            | 1             | 17               | 3                | 21      | 2      | 1       | 1      | 243     | 18    |

### Internacional
Actualitzat el 26 de juny de 2018
| Selecció nacional | Any   | Partits | Gols |
| ----------------- | ----- | ------- | ---- |
| França            | 2016  | 6       | 0    |
| França            | 2017  | 8       | 1    |
| França            | 2018  | 4       | 0    |
| Total             | Total | 18      | 1    |

### Gols internacionals
Actualitzat el 23 de març de 2018. Els gols de França apareixen primers, la columna marcador indica el marcador després de cada gol de Sibidé.
| N | Data               | Seu                                  | Partit | Contrincant | Marcador | Resultat final | Competició     |
| - | ------------------ | ------------------------------------ | ------ | ----------- | -------- | -------------- | -------------- |
| 1 | 13 de juny de 2017 | Stade de France, Saint-Denis, França | 10     | Anglaterra  | 2–1      | 3–2            | Partit amistós |

## Palmarès
Monaco
- 1 Ligue 1: 2016-17.

Selecció Francesa
- 1 Copa del Món: 2018.

Individual
- UNFP Ligue 1 Equip de l'any: 2016-2017[16]